# Three Tuns

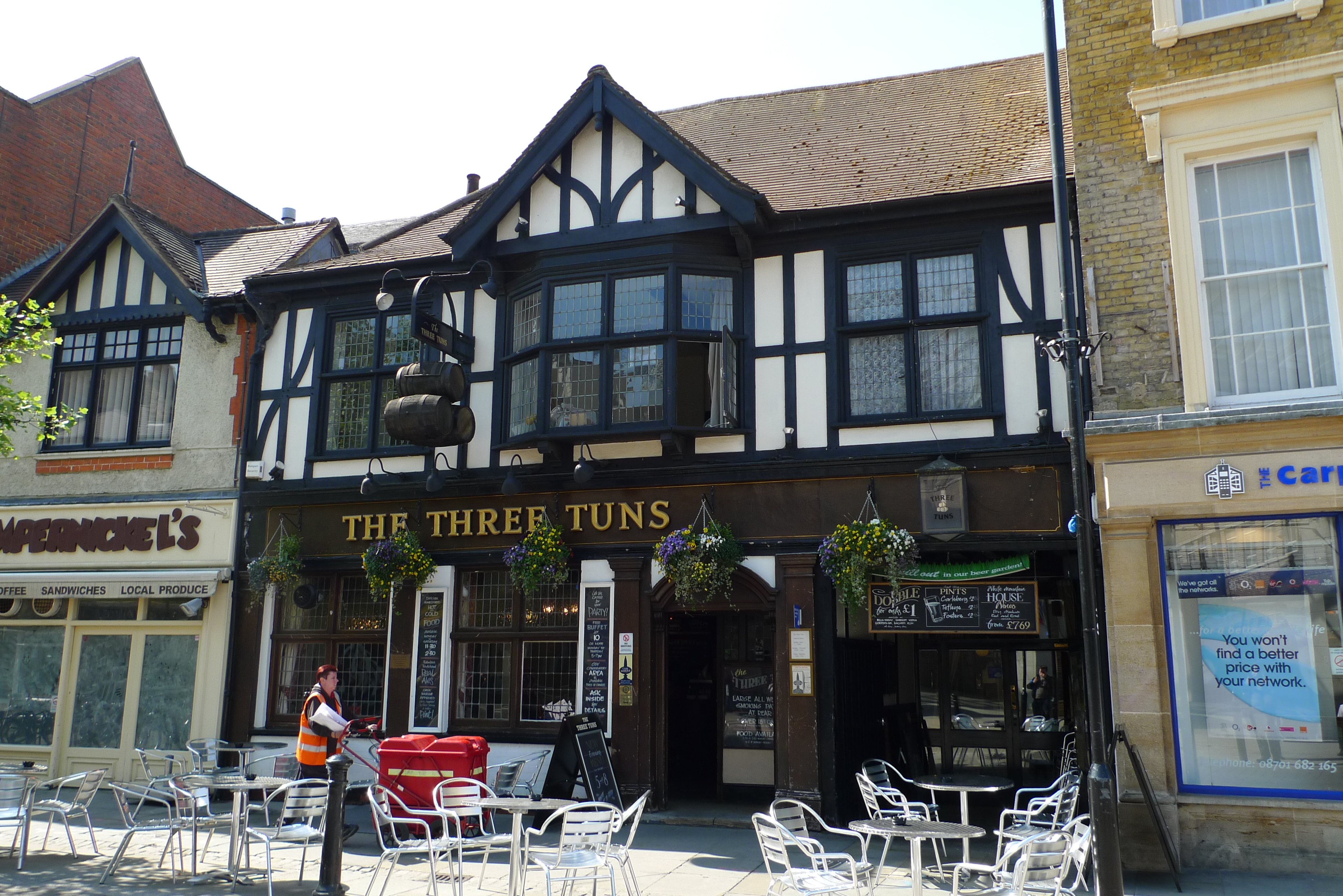
Os Três Tuns

O Three Tuns ("Tres Barris Grandes" no inglês) é um pub listado com Grau II em 24 High Street, Uxbridge, em Londres.
Foi construído nos séculos XVI e XVII.